# كوركي كارول
كوركي كارول (بالإنجليزية: Corky Carroll)‏ هو متركمج أمريكي، ولد في 9 سبتمبر 1947 في ألهامبرا في الولايات المتحدة.

## وصلات خارجية
- كوركي كارول على موقع EncyclopediaOfSurfing.com (الإنجليزية)